# Liberator
Liberator (Либерэйтор) — первое в мире огнестрельное оружие, печатаемое почти целиком на 3D-принтере из пластмассы. Единственной обязательной деталью, которую принтер напечатать не может, является боёк, накалывающий капсюль, изготавливающийся из гвоздя.
В США печать пистолета Liberator является законной только для обладателей лицензии Federal Firearms License и при условии необратимой интеграции металлического блока в корпус.
Официальные органы США потребовали удаления модели с официального сайта в связи с нарушением законодательства об экспорте оружия.
В июле 2018 года было принято судебное решение, согласно которому макеты для печати оружия могут свободно распространяться в интернете.

## Разработка
Первыми шагами к разработке стало изобретение файлов в формате STL, появившихся ещё до создания пистолета. Первые же экземпляры деталей огнестрельного оружия, печатаемых на 3D-принтере, появились в декабре 2012 года на сайте компании Defense Distributed — в их число входили:
- Скоба для спаривания магазинов автоматов серии AR-15, сам магазин на 30 патронов и нижняя часть ствольной коробки автоматов той же серии с пистолетной рукоятью, спусковой скобой и приёмником магазина, с возможностью присоединить стандартный пластмассовый приклад, разработанный вместе со штурмовой винтовкой;
- Магазин АК на 30 патронов;
- Держатель (не путать с обоймой или магазином, для заряжания оружия патроны необходимо вынуть из держателя) на 3 патрона 12 калибра;
- Глушитель.

Своё же оружие, собственно пистолет, Коди представил 5 мая. Как говорит сам Коди, название пистолет получил от пистолета FP-45 Liberator, причём причиной стала предельная простота и той, и другой конструкции — FP-45 состоит из 23 деталей, Liberator — всего из 16. Любопытно, что сам Коди обладает разрешением на изготовление огнестрельного оружия, что даёт ему право конструировать новое.

## Конструкция
Пистолет состоит всего из 16 деталей и отличается предельной простотой. Боёк делается из гвоздя самостоятельно, поскольку печатная пластмасса для этого недостаточно тверда, и является единственной металлической деталью конструкции. Кроме того, для соответствия закона об оружии 1976 года (Arms Export Control Act) в пистолет вложен кусок металла, так как закон запрещает производить и использовать оружие, не обнаруживаемое  металлодетекторами. Пистолет рассчитан на один относительно слабый патрон калибра 9×17 мм, широко распространённый в США (пример оружия под патрон — MAC-11). На стадии разработки Коди также пытался приспособить оружие под более мощный патрон 5,7×28 мм, но пистолет просто разорвало. Ствол рассчитан на 11 выстрелов, и его легко можно сменить на новый.

## Критика
Критика оружия началась уже 9 мая того же года. Управление по контролю за оборонной торговлей госдепартамента США потребовало убрать со скачивания модели пистолета, а также многие разработки вроде магазинов. Причиной является возможность скачивания моделей пользователями из-за рубежа, из-за чего Коди может стать нарушителем международного законодательства об оружии. Кроме того, пистолет невозможно отследить на металлодетекторах — боёк с патроном для этого слишком мал — что могло бы позволить стать этому оружию идеалом для террористов, поскольку такое оружие можно было бы спокойно перевозить через границу. Коди подчинился требованием, и доработал конструкцию, включив в конструкцию достаточное количество металла, но указал, что за два дня модели скачали сотни тысяч пользователей, и файлы были размещены как в многочисленные торренты, так и на The Pirate Bay, за содержание которых Коди ответственности нести не может. Однако, хотя большинство файлов было закрыто для скачивания, власти не стали ограничивать скачивание пистолетной рукояти и ствольной коробки. Коди, тем не менее, не считает себя нарушителем законов об оружии .

## Особенности
- Пистолет прост в изготовлении и ремонте (неисправные детали легко заменяются новыми), дешёв.
- Малый срок службы: ствол рассчитан не более чем на 11 выстрелов, однако его может разорвать и после первого.
- Малый запас патронов. После выстрела необходимо начать долгий процесс вынимания гильзы и помещения на её место патрона, поскольку пистолет не имеет механизма экстракции стреляных гильз. Однако, можно носить с собой сразу несколько заряженных пистолетов и менять их после выстрела.
- Отсутствие предохранителя, из-за чего пистолет может выстрелить в любой момент.
- Изготовление из неподходящего вида пластика приводит к самопроизвольным взрывам ствола при выстреле.[7]
- Кусок металла можно легко вынуть, тем самым сделав пистолет необнаруживаемым металлодетекторами. Кроме того, стреляные гильзы не выбрасываются, что не даёт возможности идентифицировать оружие вкупе с отсутствием нарезов.
- «Небоевой» внешний вид — пистолет даже в заряженном виде из-за своей формы похож на игрушечный.